# Bataille de Kosmidion
Guerres de l'interrègne ottoman
La bataille de Kosmidion (turc : Eyüp Muharebesi) s'est déroulée le 15 juin 1410, pendant l'Interrègne ottoman, entre les forces des frères rivaux Musa Çelebi et Suleyman Bey, à Kosmidion (Eyüp moderne), juste à l'extérieur des remparts de Constantinople.

## Bataille
L'empereur byzantin Manuel II Paléologue était allié à Süleyman, dont l'armée campait à l'intérieur de Constantinople. Manuel avait également préparé des navires pour aider à évacuer l'armée de Süleyman en cas de défaite, mais Musa réussit à les incendier avant le début de la bataille.
Plusieurs vassaux de Musa firent défection avant la bataille pour rejoindre leur ancien seigneur Süleyman. Parmi les transfuges se trouvait Vuk Lazarević, demi-oncle des frères. Laonicos Chalcondyle affirme que le frère de Vuk, Stefan Lazarević, avait également fait défection sous l'influence de l'allié de Süleyman, l'empereur byzantin Manuel II, mais le chroniqueur Constantin de Kostenets (en) rapporte qu'il a combattu aux côtés de Musa dans la bataille, ne cherchant refuge auprès de Paléologue qu'après la défaite. 
La bataille semble s'être d'abord bien déroulée pour Musa qui aurait infligé de lourdes pertes à l'armée de Süleyman, jusqu'à ce que ce dernier attaque le camp de Musa avec quelques centaines d'hommes. Selon Constantin les deux camps auraient subi de lourdes pertes dans les combats.

### Conséquences
Après la bataille, Musa se retira dans la région autour de Yambol et d'Orménio en Bulgarie, tandis que Süleyman reprit la capitale ottomane d'Edirne. Un des  lieutenants de Musa, Aliaz, réussit à capturer Vuk Lazarević à Plovdiv. Musa fit exécuter Vuk pour sa trahison.

## Sources
- (en) Dimitris Kastritsis, The Sons of Bayezid : Empire Building and Representation in the Ottoman Civil War of 1402-13, Leiden, BRILL, 2007, 250 p. (ISBN 978-90-04-15836-8, lire en ligne)